# Metabaron
Metabaron (tytuł oryginału: Méta-Baron) – francuska seria komiksowa z gatunku science fiction autorstwa scenarzysty Jerry'ego Frissena oraz rysowników: Valentina Séchera (tomy 1, 2, 5, 6), Nika Henrichona (tomy 3, 4) i Pete'a Woodsa (tomy 7, 8), publikowana od 2015 do 2023 przez wydawnictwo Les Humanoïdes Associés. Jest to kontynuacja komiksowej sagi Kasta Metabaronów, stworzonej przez Alejandra Jodorowsky'ego i Juana Gimeneza i powiązanej z innymi cyklami autorstwa Jodorowsky’ego: Incal, Megalex, Technokapłani, Castaka. Po polsku seria Metabaron ukazała się nakładem wydawnictwa Scream Comics w albumach zbiorczych zawierających po dwa tomy. 

## Fabuła
Odkąd Metabaron zniszczył Imperium w poprzednim cyklu Kasta Metabaronów, niesławni Technotechnosi wykorzystali chaos, aby przywrócić swoją moc. Kontrolując zasoby Epifitu, paliwa do podróży międzygwiezdnych, rozszerzyli swoje panowanie nad galaktyką. Zwracają się do Wilhelma-100, techno-admirała znanego z niezwyciężoności i okrucieństwa, by stanął do walki z Metabaronem, zagrażajągeo ich odrodzeniu. 

## Tomy
| Tom | Tytuł i rok wydania polskiego     | Tytuł i rok wydania oryginalnego     | Uwagi                                                              |
| --- | --------------------------------- | ------------------------------------ | ------------------------------------------------------------------ |
| 1   | Wilhelm-100, Technoadmirał (2017) | Wilhelm-100, le Techno-Amiral (2015) | W polskim wydaniu oba tomy ukazały się w jednym albumie zbiorczym. |
| 2   | Khonrad, Antybaron (2017)         | Khonrad l'anti-Baron (2016)          | W polskim wydaniu oba tomy ukazały się w jednym albumie zbiorczym. |
| 3   | Orne-8, Technokardynał (2019)     | Orne-8 Le Techno-Cardinal (2016)     | W polskim wydaniu oba tomy ukazały się w jednym albumie zbiorczym. |
| 4   | Simak, Transhumanoid (2019)       | Simak Le Transhumain (2017)          | W polskim wydaniu oba tomy ukazały się w jednym albumie zbiorczym. |
| 5   | Rina, Metastrażniczka (2020)      | Rina la méta-gardienne (2017)        | W polskim wydaniu oba tomy ukazały się w jednym albumie zbiorczym. |
| 6   | Bezimienny, Technobaron (2020)    | Sans-Nom le Techno-Baron (2018)      | W polskim wydaniu oba tomy ukazały się w jednym albumie zbiorczym. |
| 7   | Bękart Adal (2023)                | Adal le Bâtard (2022)                | W polskim wydaniu oba tomy ukazały się w jednym albumie zbiorczym. |
| 8   | Protostrażniczka Dargona (2023)   | Dargona la proto-gardienne (2023)    | W polskim wydaniu oba tomy ukazały się w jednym albumie zbiorczym. |